# 防衛駕駛

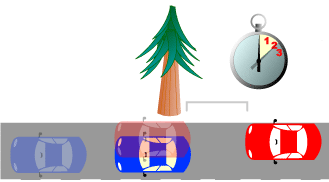
兩秒定律讓駕駛者在理想的駕駛環境中判斷避免追撞的最小安全距離。紅色汽車的駕駛選擇利用一棵樹來協助判斷兩秒的安全緩衝區（a two-second safety buffer.）

防衛駕駛（defensive driving）是一種安全駕駛車輛的技能，機動車輛操作安全實施規程（Safe Practices for Motor Vehicle Operations, ANSI/ASSE Z15.1）定義防衛駕駛為：「在無法控制周圍環境以及其他人行為的情形下，保障生命、時間及金錢的駕駛方式」。美国全国安全委员会的防衛駕駛課程也使用上述的定義。防衛駕駛是在交通規則及基本駕駛技能以外的訓練課程，其目的是為了預期可能的危險情形，儘量在有惡劣的條件或是其他人的失誤的情況下，仍可以減少車禍的風險。防衛駕駛可以藉由遵守一系列的準則來達到，包括確保前方安全距離、兩秒定律，以及其他駕駛的技巧。

## 歷史
美国全国安全委员会的Chris Imhoff在1964年提出了一個名為「駕駛範例計劃」（Driver Example Program）的駕駛安全計劃。此計劃設置了「防衛駕駛課程」（Defensive Driving Course，簡稱DDC）。 防衛駕駛課程以及教練發展覽課程（Instructor Development Courses）分別在1964年及1965年開始進行.

## 基本原則
- 一般原則
  - 控制車速
  - 視線望遠
  - 時刻準備突發狀況
  - 保持警覺
  - 專心駕駛
- 對待其他道路使用者
  - 時刻預計其他道路使用者的任何行動及關聯反應
  - 不要假設其他駕駛者的行動及反應與自己所想的一樣
  - 警惕及尊重其他駕駛者
- 駕駛車輛
  - 保持行車距離
  - 因應天氣或路面狀況採取合適駕駛策略
  - 轉彎前減速，避免在彎路中心太快減速而失去重心平衡

## 外部連結
- YouTube上的機車防衛駕駛宣導影片
- World Health Organization Report on road traffic injury prevention （页面存档备份，存于）